# Naryschkin-Barock
Der Naryschkin-Barock, auch Moskauer Barock genannt, ist ein Architekturstil, der in Zentralrussland in der Zeit um 1700 Verbreitung fand.
Der Naryschkin-Barock stellt eine Verschmelzung der traditionellen russischen Architektur mit Elementen des Barocks dar, die aus Mitteleuropa über den Ukrainischen Barock eingeführt wurden. Es steht im Kontrast zum deutlich westlicher orientierten Petrinen Barock, als dessen bekannteste Beispiele die Peter-und-Paul-Kathedrale in Sankt Petersburg und der Menschikow-Turm in Moskau gelten.
Die ersten Kirchen in diesem Barockstil wurden auf den Anwesen des vermögenden Adelshauses Naryschkin erbaut, aus dem die Mutter Peters des Großen Natalja Kirillowna Naryschkina stammte. Sie waren meist aus rotem Backstein gebaut und mit weißem Stein dekoriert. Der Glockenturm wurde nicht mehr separat platziert, wie dies in Russland bis ins 17. Jahrhundert noch üblich war, sondern in die Fassade integriert. Er überstieg das achteckige Zentralelement.
Der Stil beschränkte sich jedoch bald nicht mehr auf die um Moskau herum gelegenen Anwesen, sondern verbreitete sich im ganzen Land. Viele Klöster wurden nach der neuen Mode umgestaltet, darunter die bekannten Klöster Nowodewitschi und Donskoi. Die wichtigsten Architekten, die mit dem Naryschkin-Stil in Verbindung gebracht werden, sind Jakow Buchwostow und Pjotr Potapow.
In den 1730er-Jahren wich der Naryschkin-Stil allmählich dem Elisabeth-Barock, dessen Hauptvertreter der Hofbaumeister der Zarin Elisabeth Bartolomeo Rastrelli war.

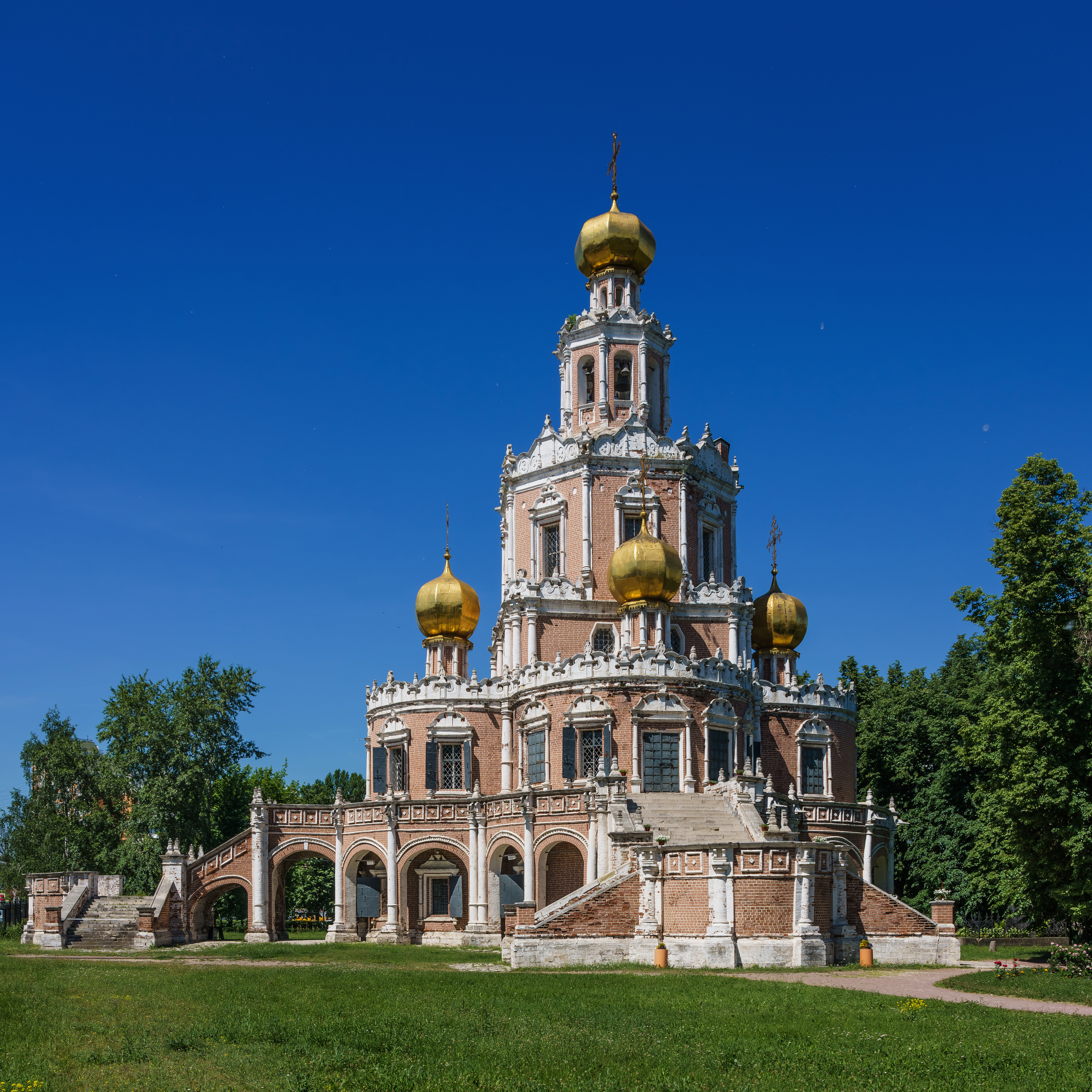
Mariä-Schutz-und-Fürbitte-Kirche zu Fili (1693–1696)
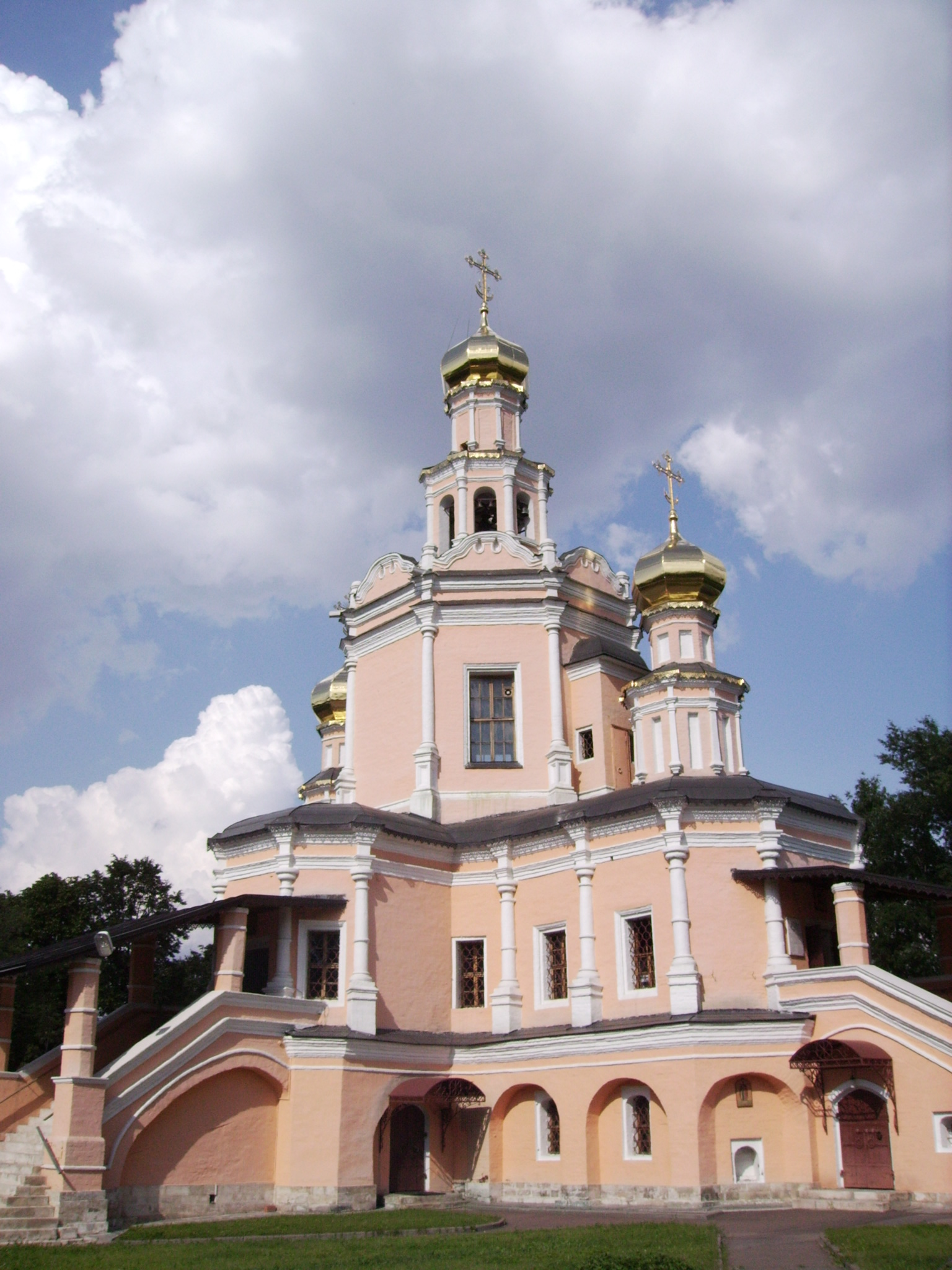
Boris-und-Gleb-Kirche zu Sjusino (1688–1704)
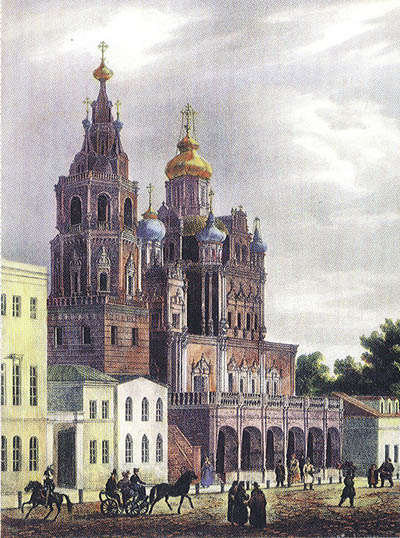
Mariä-Schutz-und-Fürbitte-Kirche an der Pokrowka (1696–1699, abgerissen 1936)
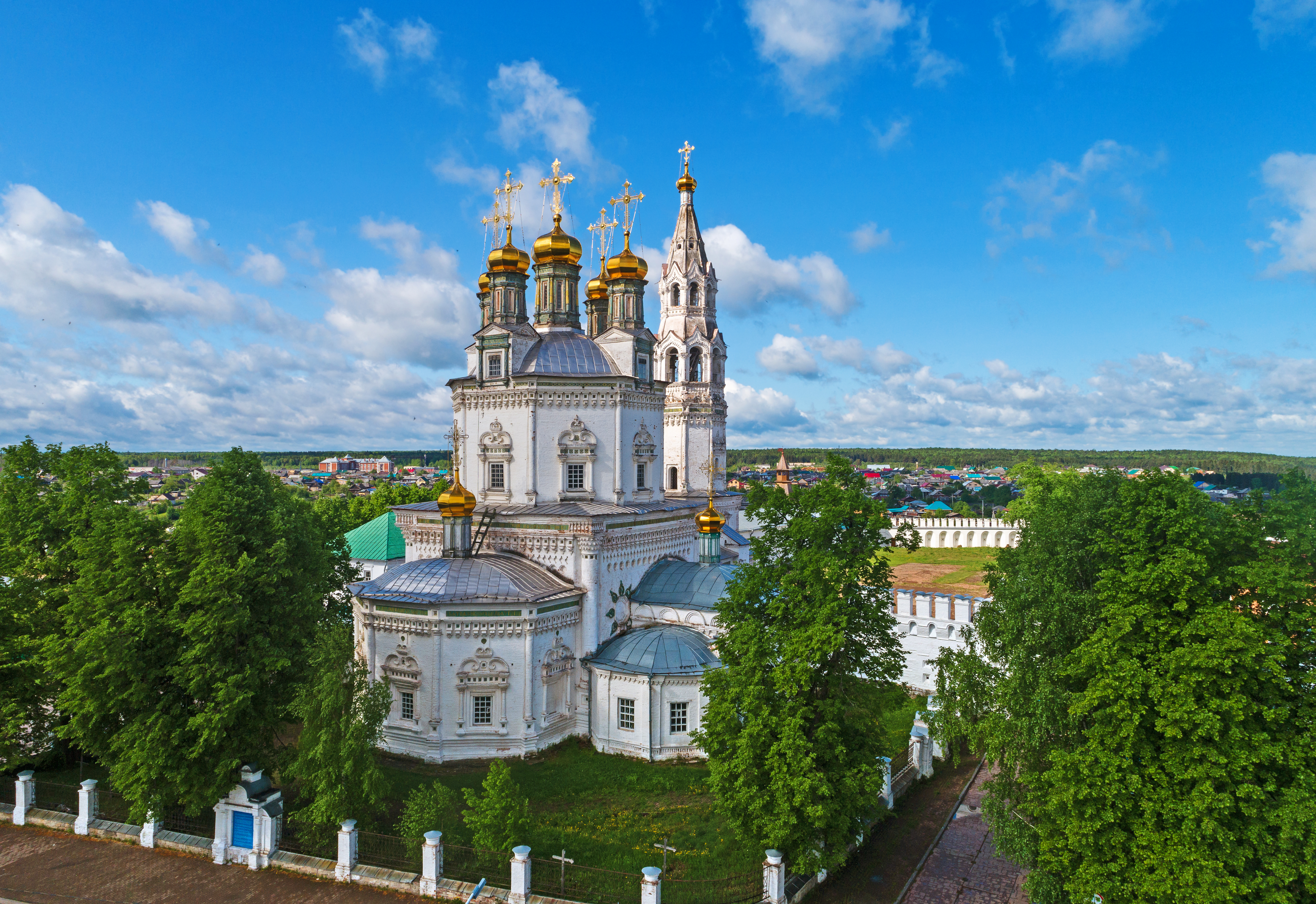
Dreifaltigkeitskathedrale in Werchoturje